# Om Namah Shivaya

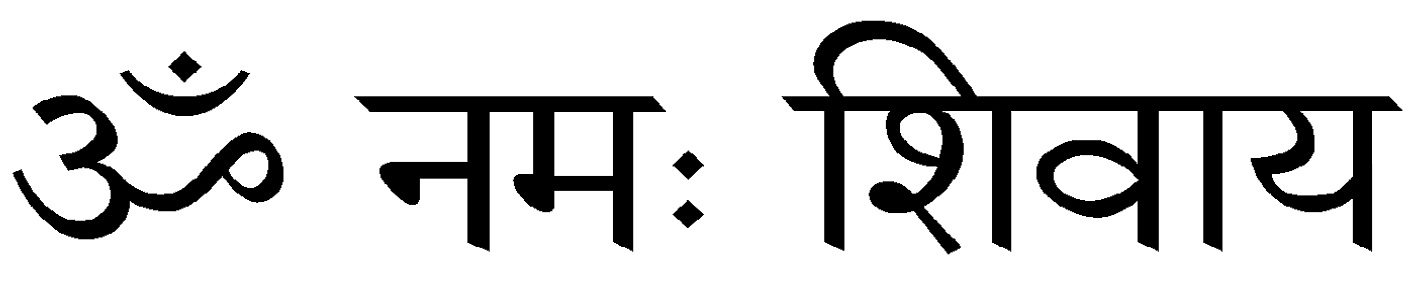
Om Namah Shivaya na escrita Devanágari

Om Namah Shivaya (Devanágari:  ॐ नमः शिवाय; IAST: Om Namaḥ Śivāya) é um mantra que significa: "Om, inclino-me perante Shiva" ou "Om, inclino-me perante o meu divino Ser interior". É utilizado na meditação ióguica e os seus praticantes afirmam que o seu japa induz um profundo relaxamento físico e mental, além de possuir eventuais efeitos curativos e relaxantes.

## Significado
Conforme os vedas, o mantra Om Namah Shivaya é o corpo do Senhor Nataraja, o Dançarino Cósmico. É o lar de Shiva. "Namah" significa prostrações, "Shivaya Namah" significa: eu me prostro ante o Senhor Shiva (a alma é o servo de Shiva Shiva). 
"Shiva" representa a alma universal, "Aya" denota a identidade entre a alma individual e a alma universal. As cinco sílabas de "Namah Shivaya" significam as cinco ações do Senhor: criação, preservação, destruição, o ato de ocultar e a benção; significam também os cinco elementos e toda a criação através da combinação deles. "Na" denota o poder oculto do Senhor que faz a alma se mover pelo mundo, "Mah" é a amarra que prende a alma na roda das vidas e mortes. "Shi" é o símbolo do Senhor Shiva, "Va" é a Sua graça e "Ya" é a alma individual. Se a alma se enreda em "Na" e "Mah" ela ronda interminavelmente pelo mundano, se ela se associa com "Va" ela vai em direção a Shiva. "Namah Shivaya" forma o corpo do SR Shiva e o mantra propicia que "eu me refugie no corpo do Senhor Shiva"’.